# GNUzilla
GNUzilla — проект Фонда свободного ПО по созданию форков продуктов Mozilla Foundation с целью сделать более свободный по определению Фонда браузер.

## История
Проект был начат в августе 2005 года.
IceCat изначально имел название «IceWeasel», но в 2006 году Mozilla Firefox в Debian среди прочего был переименован в «iceweasel» (Debian Iceweasel) и, из-за возникшей путаницы, в 2007 году браузер FSF был переименован в GNU IceCat.
В декабре 2011 года на странице проекта были ссылки на пакеты для ОС GNU/Linux для платформ i386 и x86_64 для различных дистрибутивов, а также на FTP с IceCat 6.0 для PowerPC. На собственном FTP были сборки версий до 3.6.16 включительно для i386.

## Отличия от Firefox
Утверждается, что «Gnuzilla» — форк Mozilla Suite, но на 3 мая 2008 в виде сборок предоставляется только IceCat — свободный браузер с открытым исходным кодом, основанный на Mozilla Firefox, использующий свободное оформление и содержащий некоторые дополнительные функции для нейтрализации шпионских функций веб‐сайтов (в версии 3-g1 вынесены в отдельное расширение) и блокирования выполнения нетривиальных несвободных программ на JavaScript (дополнение «LibreJS»).
Ведётся список свободных дополнений, так как сайт addons.mozilla.org не требует использования свободных лицензий, и многие из находящихся там дополнений несвободны. Вместо сервиса поиска плагинов Firefox, предоставляющего несвободные плагины, используется собственный сервис для поиска свободных.
Как и оригинальные программы, проект GNUzilla имеет тройное лицензирование: MPL/GPL/LGPL.